# Mike Rounds
Marion Michael Rounds, detto Mike (Huron, 24 ottobre 1954), è un politico statunitense, senatore per lo stato del Dakota del Sud dal 2015 e in precedenza governatore dello stesso stato dal 2003 al 2011.

## Biografia
Nato e cresciuto nel Dakota del Sud, Rounds entrò in politica con il Partito Repubblicano e nel 1990 venne eletto all'interno della legislatura statale, dove rimase per dieci anni.
Nel 2002 si candidò alla carica di governatore del Dakota del Sud e riuscì ad essere eletto, per poi essere riconfermato nel 2006.
Nel 2014 annunciò la sua candidatura al Senato e riuscì a farsi eleggere, sconfiggendo l'imprenditore Rick Weiland, democratico, e l'ex senatore democratico Larry Presslerla nota è fuori contesto, presentatosi come indipendente